# Жележница (Великополско войводство)
Жележнѝца (на полски: Żeleźnica) – село в Полша, Великополското войводство, Злотовски окръг, община Краенка.
Селото е с население от 108 души (по преброяване от 2011 г.).